# Communauté de communes du Pays Rhénan
La communauté de communes du Pays Rhénan est une des intercommunalités qui composent le Pays de l'Alsace du Nord, située dans la circonscription administrative du Bas-Rhin et la collectivité européenne d'Alsace. Elle compte 17 communes membres.

## Histoire
Elle a été créée le 1er janvier 2014 par fusion de la communauté de communes de Gambsheim-Kilstett, de la communauté de communes Rhin-Moder, de la communauté de communes de l'Uffried et de la communauté de communes de l'Espace Rhénan.
Son siège se situe actuellement à Drusenheim dans la maison des services du Pays Rhénan depuis le 6 novembre 2023. Il se situait auparavant dans la villa Wenger également à Drusenheim.
Le 1er janvier 2019, Auenheim et Rountzenheim fusionnent pour constituer la commune nouvelle de Rountzenheim-Auenheim.

## Territoire communautaire

### Géographie
La communauté de commune est située au nord de Strasbourg, le long du Rhin. Elle fait partie du Petit Ried.

#### Établissements publics de coopération intercommunale limitrophes

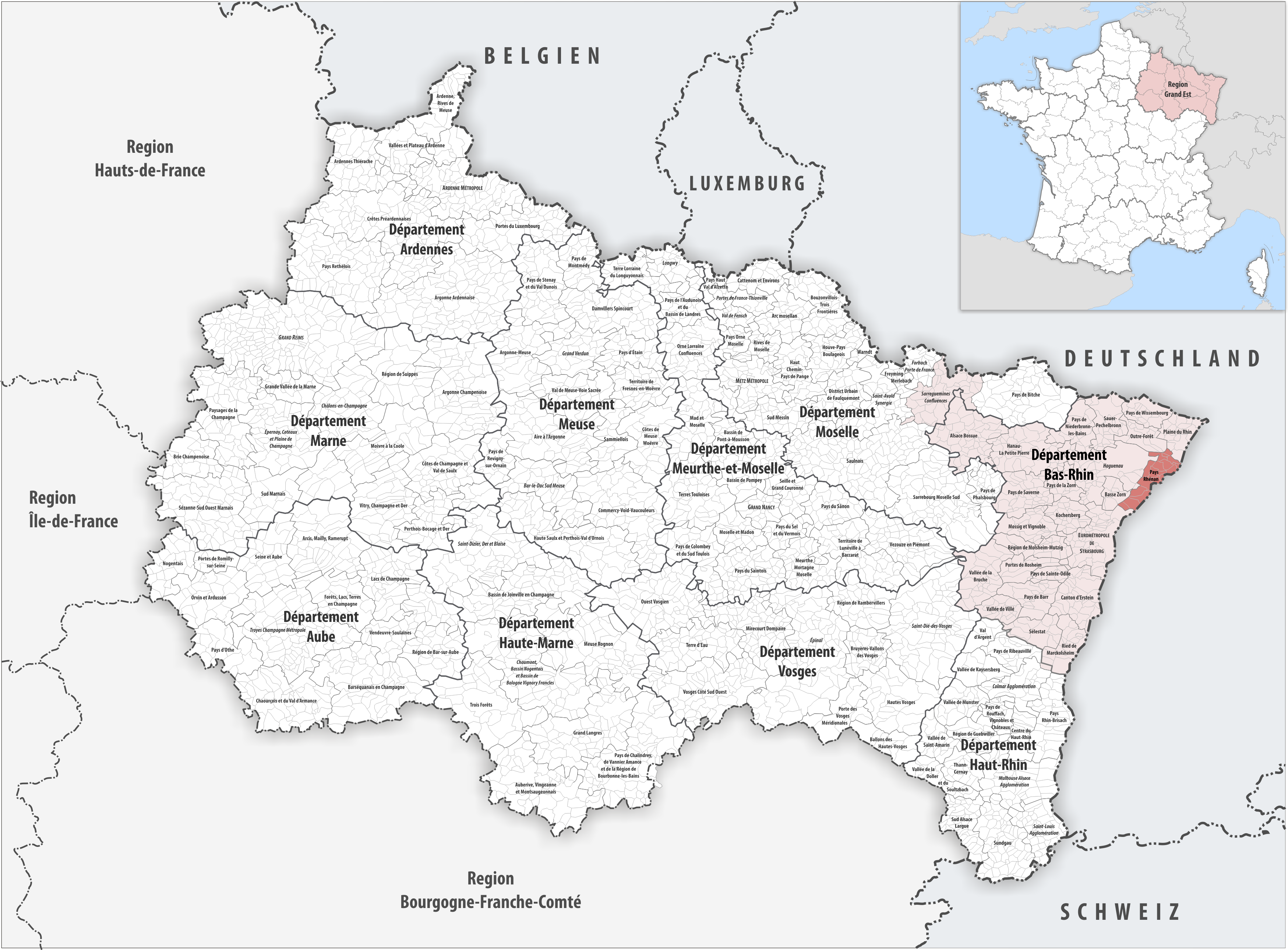
Communauté de communes du Pays Rhénan, au sein du Grand Est.

#### Pôle d'équilibre territorial et rural
La communauté de communes, conjointement avec la communauté de communes de la Plaine du Rhin, forme le pôle d'équilibre territorial et rural (PETR) de la Bande Rhénane Nord.

### Composition
La communauté de communes est composée des 17 communes suivantes :

| Nom                   | Code Insee | Gentilé          | Superficie (km2) | Population (dernière pop. légale) | Densité (hab./km2) |
| --------------------- | ---------- | ---------------- | ---------------- | --------------------------------- | ------------------ |
| Drusenheim (siège)    | 67106      | Drusenheimois    | 15,73            | 5 357 (2022)                      | 341                |
| Dalhunden             | 67082      | Dalhundenois     | 7,45             | 1 218 (2022)                      | 163                |
| Forstfeld             | 67140      | Forstfeldois     | 4,9              | 810 (2022)                        | 165                |
| Fort-Louis            | 67142      | Fort-Ludoviciens | 12,31            | 282 (2022)                        | 23                 |
| Gambsheim             | 67151      | Gambsheimois     | 17,38            | 5 263 (2022)                      | 303                |
| Herrlisheim           | 67194      | Herrlisheimois   | 14,38            | 4 701 (2022)                      | 327                |
| Kauffenheim           | 67231      | Kauffenheimois   | 2,24             | 219 (2022)                        | 98                 |
| Kilstett              | 67237      | Kilstettois      | 6,9              | 2 548 (2022)                      | 369                |
| Leutenheim            | 67264      | Leutenheimois    | 10,39            | 832 (2022)                        | 80                 |
| Neuhaeusel            | 67319      | Neuhaeuselois    | 3,05             | 396 (2022)                        | 130                |
| Offendorf             | 67356      | Offendorfois     | 14,22            | 2 481 (2022)                      | 174                |
| Rœschwoog             | 67405      | Rœschwoogois     | 9,75             | 2 273 (2022)                      | 233                |
| Roppenheim            | 67409      | Roppenheimois    | 6,88             | 1 039 (2022)                      | 151                |
| Rountzenheim-Auenheim | 67418      |                  | 10,91            | 2 000 (2022)                      | 183                |
| Sessenheim            | 67465      | Sessenheimois    | 9,18             | 2 309 (2022)                      | 252                |
| Soufflenheim          | 67472      | Soufflenheimois  | 13,24            | 4 775 (2022)                      | 361                |
| Stattmatten           | 67476      | Stattmattenois   | 3,93             | 756 (2022)                        | 192                |

### Démographie
| 1968   | 1975   | 1982   | 1990   | 1999   | 2007   | 2012   | 2016   | 2017   |
| ------ | ------ | ------ | ------ | ------ | ------ | ------ | ------ | ------ |
| 24 052 | 27 006 | 28 271 | 28 012 | 30 898 | 34 056 | 35 655 | 36 463 | 36 627 |

## Administration

### Siège
Le siège de la communauté de communes est à Drusenheim dans la maison des services, 1A route de Herrlisheim.

### Tendances politiques
| Commune               | Maire               | Étiquette | Étiquette |
| --------------------- | ------------------- | --------- | --------- |
| Dalhunden             | Michel Degoursy     |           | SE        |
| Drusenheim            | Jacky Keller        |           | LR        |
| Forstfeld             | Philippe Boehmler   |           | SE        |
| Fort-Louis            | Daniel Coussandier  |           | SE        |
| Gambsheim             | Hubert Hoffmann     |           | DVD       |
| Herrlisheim           | Serge Schaeffer     |           | DVD       |
| Kauffenheim           | Rémy Bubel          |           | DVD       |
| Kilstett              | Francis Laas        |           | SE        |
| Leutenheim            | Marc Antoni         |           | SE        |
| Neuhaeusel            | Sébastien Kriloff   |           | SE        |
| Offendorf             | Denis Hommel        |           | LR        |
| Rœschwoog             | Michel Lorentz      |           | DVD       |
| Roppenheim            | René Stumpf         |           | DVD       |
| Rountzenheim-Auenheim | Bénédicte Klöpper   |           | DVD       |
| Sessenheim            | Raymond Riedinger   |           | SE        |
| Soufflenheim          | Camille Scheydecker |           | LR        |
| Stattmatten           | Jean-Jacques Merkel |           | SE        |

### Conseil communautaire
À la suite de la réforme des collectivités territoriales de 2013, les conseillers communautaires dans les communes de plus de 1 000 habitants sont élus au suffrage universel direct en même temps que les conseillers municipaux. Dans les communes de moins de 1 000 habitants, les conseillers communautaires seront désignés parmi le conseil municipal élu dans l'ordre du tableau des conseillers municipaux en commençant par le maire puis les adjoints et enfin les conseillers municipaux. Les règles de composition des conseils communautaires ayant changé, celui-ci compte à partir de mars 2014, 39 conseillers communautaires. Ce nombre est porté à 40 à la suite des élections municipales de 2020.
Les 40 conseillers titulaires sont ainsi répartis selon le droit commun comme suit : 
| Nombre de délégués | Communes                                                                                       |
| ------------------ | ---------------------------------------------------------------------------------------------- |
| 6                  | Drusenheim                                                                                     |
| 5                  | Gambsheim, Herrlisheim, Soufflenheim                                                           |
| 3                  | Kilstett                                                                                       |
| 2                  | Offendorf, Roeschwoog, Rountzenheim-Auenheim, Sessenheim                                       |
| 1                  | Dalhunden, Forstfeld, Fort-Louis, Kauffenheim, Leutenheim, Neuhaeusel, Roppenheim, Stattmatten |

### Élus
La communauté de communes est administrée par son conseil communautaire constitué en 2020 de 40 conseillers communautaires, qui sont des conseillers municipaux représentant chacune des communes membres.
À la suite des élections municipales de 2020 dans le Bas-Rhin, le conseil communautaire du 16 juillet 2020 a élu son président, Denis Hommel, maire d'Offendorf, ainsi que ses 7 vice-présidents. Ensemble, ils constituent le bureau communautaire. 
À cette date, la liste des vice-présidents est la suivante :
|     | Attributions                                                 | Identité            | Qualité                        |
| --- | ------------------------------------------------------------ | ------------------- | ------------------------------ |
| 1er | Suivi des bâtiments et travaux                               | Hubert Hoffmann     | Maire de Gambsheim             |
| 2e  | Développement économique                                     | Jacky Keller        | Maire de Drusenheim            |
| 3e  | Services aux habitants                                       | Bénédicte Klöpper   | Maire de Rountzenheim-Auenheim |
| 4e  | Développement touristique                                    | Camille Scheydecker | Maire de Soufflenheim          |
| 5e  | Finances                                                     | Francis Laas        | Maire de Kilstett              |
| 6e  | Plan climat, aménagement du territoire et mobilités          | Serge Schaeffer     | Maire de Herrlisheim           |
| 7e  | Traitement des ordures ménagères et coordination des réseaux | René Stumpf         | Maire de Roppenheim            |

### Liste des présidents
| Période | Période                       | Identité     | Étiquette | Qualité                                                         |
| ------- | ----------------------------- | ------------ | --------- | --------------------------------------------------------------- |
| 2014    | 2020                          | Louis Becker | LR        | Maire de Herrlisheim (jusqu'en 2020) Ancien conseiller régional |
| 2020    | En cours (au 18 juillet 2020) | Denis Hommel | LR        | Maire d'Offendorf (depuis 1989)                                 |

### Compétences
L'intercommunalité exerce les compétences qui lui ont été transférées par les communes membres, dans les conditions définies par le code général des collectivités territoriales.
- Action de développement économique (soutien des activités industrielles, commerciales ou de l'emploi, soutien des activités agricoles et forestières…)
- Action sociale
- Activités péri-scolaires
- Autres actions environnementales Collecte des déchets des ménages et déchets assimilés
- Constitution de réserves foncières Établissements scolaires
- Traitement des déchets des ménages et déchets assimilés

### Régime fiscal et budget
La communauté de communes du Pays Rhénan, établissement public de coopération intercommunale à fiscalité propre, perçoit une partie des quatre taxes locales (taxe d'habitation, taxe sur le foncier bâti, taxe sur le foncier non bâti et taxe professionnelle). La communauté de communes bénéficie également de différentes sources de financement : 
- Aides de l'État, notamment par le biais de la dotation globale de fonctionnement (DGF).
- Taxe d'enlèvement des ordures ménagères (TEOM) : financement de la collecte et du traitement des déchets ménagers et assimilés.
- Rétributions dans le cadre de délégations de services publics.
- Subventions de divers organismes

|                                                  | 2014         |
| ------------------------------------------------ | ------------ |
| Produits de fonctionnement                       | 27 000 000 € |
| Charges de fonctionnement                        | 6 281 000 €  |
| Ressources d’investissement                      | 2 300 000 €  |
| Emplois d’investissement                         | 7 000 000 €  |
| Autofinancement                                  | 871 000 €    |
| Dette                                            | 316 000 €    |
| Source : Ministère de l’Économie et des Finances |              |

## Transports
La communauté de communes est devenue autorité organisatrice de la mobilité (AOM).
Elle est traversée, du nord au sud, par l'autoroute A35 et la ligne de chemin de fer Strasbourg-Lauterbourg. La communauté est également desservie par le Réseau express métropolitain européen qui s'arrête à Herrlisheim.
Depuis décembre 2022, une ligne de bus relie Soufflenheim à Rastatt en Allemagne.

### Impact énergétique et climatique

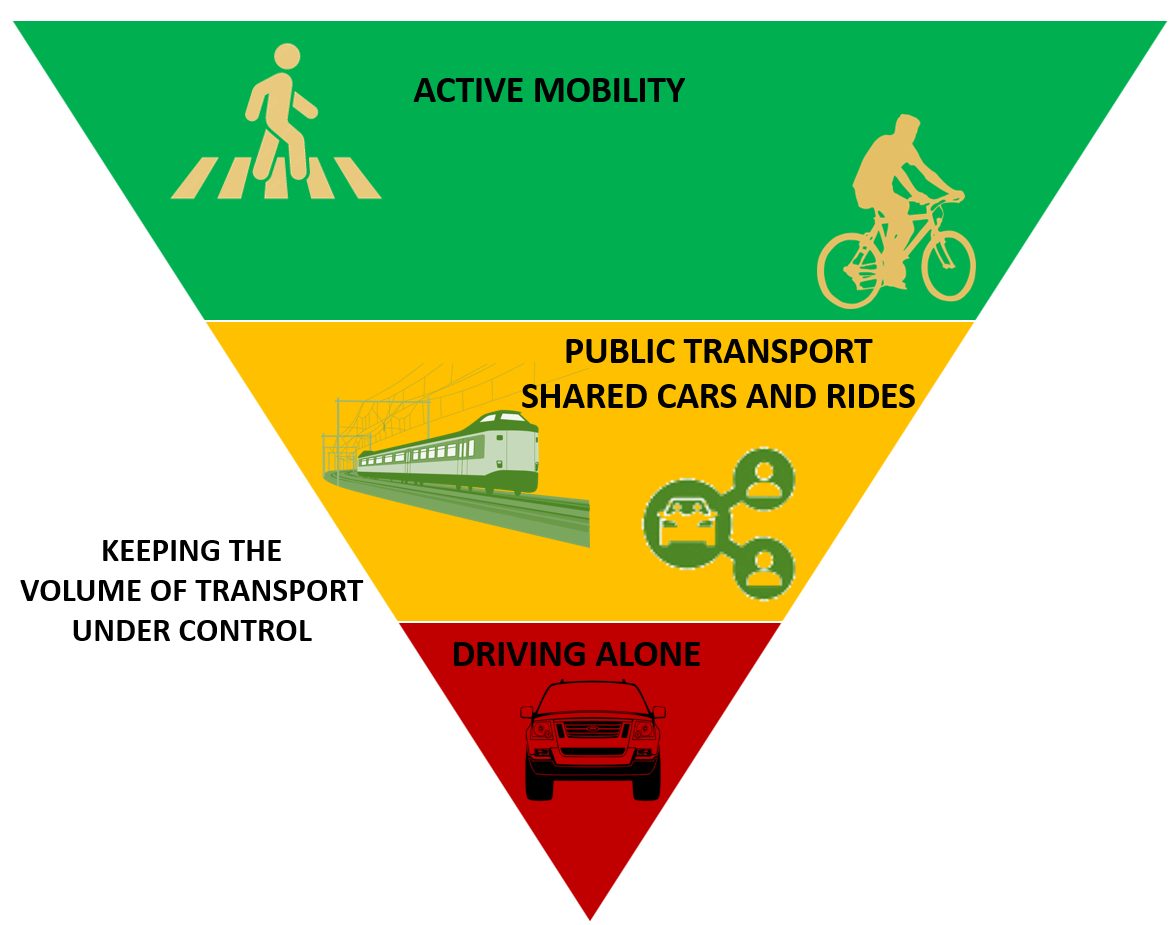
Pyramide de la mobilité, proposée par le projet européen Share North.

| -                              | Transports routiers | Autres transports |
| ------------------------------ | ------------------- | ----------------- |
| Carburant (GWh)                | 415                 | 25                |
| Électricité (GWh)              | 0                   | 0                 |
| Gaz à effet de serre (ktéqCO2) | 103                 | 6                 |

## Énergie et climat
Le barrage hydroélectrique de Gambsheim produit une électricité renouvelable, injectée dans le réseau français.
Dans le cadre du schéma régional d'aménagement, de développement durable et d'égalité des territoires (SRADDET) du Grand Est, ATMO Grand Est tient à jour les statistiques énergétiques  des établissements publics de coopération intercommunale de la collectivité européenne d'Alsace sous forme de diagramme de flux.
L'énergie finale annuelle, consommée en 2021, est exprimée en gigawatts-heures,.
| -                          | GWh |
| -------------------------- | --- |
| Électricité                | 208 |
| Carburants ou combustibles | 804 |
| Chaleur primaire           | 40  |

L'énergie produite en 2021 est également exprimée en gigawatts-heures.
| -                          | GWh |
| -------------------------- | --- |
| Électricité                | 586 |
| Carburants ou combustibles | 81  |
| Chaleur primaire           | 40  |

Les gaz à effet de serre sont exprimés en kilotonnes équivalent CO2.
| -                     | ktéqCO2 |
| --------------------- | ------- |
| Liées à l'énergie     | 183     |
| Non liées à l'énergie | 18      |